# Vikend paket
Vikend paket je bila razvedrilna oddaja, ki je bila na sporedu v nedeljo popoldne na prvem programu Televizije Slovenija. Prvič je bila predvajana 14. februarja 2015, zadnjič pa 26. decembra 2021. Oddajo sta vodila Bernarda Žarn in Jože Robežnik.
Jože Robežnik je na sredi studia za omizjem gostil tri goste, s katerimi je komentiral aktualne tematike in družabnost. Bernarda Žarn je na desni strani studia na zeleni zofi gostila goste z različnih področij, s katerimi je med oddajo vodila pogovor. Na levi strani studia je bil oder za glasbene nastope. V nekaterih sezonah je bila na koncu oddaje še nagradna igra.
V oddaji so nekaj let podeljevali tudi Ježkovo nagrado.